# Ich (album)
Ich (dansk: Jeg) er det andet album fra den tyske rapper Sido. Allerede efter to ugers salg (den 4. december 2006) opnåede den guldstatus. Det solgte 80,.000 eksemplarer.

## Sporliste

### CD 1
1. "Intro" – 0:37
2. "Goldjunge" (Goldboy) – 4:12
3. "Straßenjunge" (Streetboy) – 3:54
4. "Peilerman & Flow Teil 1" (Skit) – 0:42
5. "Schlechtes Vorbild" (Bad rolemodel) – 3:24
6. "Ihr habt uns so gemacht" (You made us the way we are) Featuring Massiv – 5:16
7. "Mach keine Faxen" (Don't front) Featuring Kitty Kat – 4:07
8. "Bergab" (Going down) – 4:44
9. "Ein Teil von mir" (A part of me)– 3:33
10. "Nie wieder" Featuring G-Hot – 3:46
11. "Peilerman & Flow Teil 2" (Skit) – 0:08
12. "Ich kiff nicht mehr" (I don't smoke weed anymore) – 2:16
13. "1000 Fragen" (A thousand questions) – 3:35
14. "Ich hasse dich" (I hate you) – 4:32
15. "Peilerman & Flow Teil 3" (Skit) – 0:24
16. "GZSZ" (Good times, bad times) Featuring Fler – 3:41
17. "Mein Testament" (My Last Will) – 4:19
18. "Ficken" (Fucking) Featuring Tony D & Kitty Kat – 4:00
19. "Rodeo" Featuring Peter Fox of Seeed – 3:14
20. "Sarah" – 1:56
21. "Peilerman & Flow Teil 4" (Skit) – 0:45
22. "A.i.d.S. 2007" Featuring B-Tight – 2:18